# Triplemanía XXXI
Triplemanía XXXI fue un evento de pago por visión (PPV) de lucha libre profesional de tres días promovido y producido por la promoción mexicana de lucha libre profesional Lucha Libre AAA Worldwide (AAA). El evento se llevó a cabo los días 16 de abril, 15 de julio y 12 de agosto de 2023. El evento del 16 de abril se llevó a cabo en el Estadio Mobil Super de Monterrey, el evento del 15 de julio se llevó a cabo en el Estadio Chevron de Tijuana y el evento del 12 de agosto se llevó a cabo en la Arena Ciudad de México en la Ciudad de México. Marcó el 31.° año consecutivo que AAA realiza un show de Triplemanía y comprende los shows 40.°, 41.° y 42.° en general promovidos bajo la bandera de Triplemanía desde 1993. El espectáculo anual Triplemanía es considerado el evento más grande del año de AAA y en general sirve como culminación de storylines importantes dentro de la empresa, en lo que se ha descrito como la versión de AAA de WrestleMania. El evento se transmitió por PPV a través del servicio de streaming FITE.
El evento tuvo como tema el torneo Guerra de Rivalidades, en el que cuatro equipos en pareja compuestos por rivales, conocidos como parejas increíbles, compitieron en combates durante las dos primeras noches, y la pareja que perdiera en la final inicialmente estaba programada para enfrentarse los dos entre sí en una Lucha de Apuestas en el tercera noche del evento. Sin embargo, como la final terminó en empate, la Lucha de Apuestas se convirtió en un combate a cuatro bandas.

## Producción
2023 marcó el año número 31 en que la empresa mexicana de lucha libre profesional Lucha Libre AAA Worldwide (AAA) realizó su espectáculo anual Triplemanía. Triplemanía XXXI estuvo compuesto por tres espectáculos, los espectáculos 40, 41 y 42 de Triplemanía en general promovidos por AAA (AAA promovió más de un evento de Triplemanía de 1994 a 1997 y de 2019 en adelante). Desde el evento de 2012, Triplemanía se lleva a cabo en la Arena Ciudad de México, un estadio cubierto en Azcapotzalco, Ciudad de México, México que tiene una capacidad máxima de 22 300 espectadores.  El 17 de enero de 2023, AAA anunció que Triplemanía XXXI se llevaría a cabo durante tres días en tres ciudades. Además de en la Arena Ciudad de México, Triplemanía XXXI se llevaría a cabo en el Estadio Mobil Super de Monterrey y el Estadio Chevron de Tijuana. Triplemanía XXXI fue el tercer evento de Triplemanía realizado con eventos fuera de la Arena Ciudad de México durante la década de 2020 y el cuarto fuera de la Ciudad de México desde 2007.
Triplemanía es considerado el espectáculo más grande del año de la compañía, el equivalente de AAA a WrestleMania de WWE o el evento Wrestle Kingdom de New Japan Pro-Wrestling.
Durante una conferencia de prensa el 17 de enero de 2023, AAA anunció que Triplemanía XXXI tendría como tema el torneo Guerra de Rivalidades, en el que cuatro equipos en pareja compuestos por rivales, conocidos como parejas increíbles, competirían en combates durante las dos primeras noches, con los miembros del equipo que perdiera enfrentándose entre sí en una Lucha de Apuestas la tercera noche. Los equipos participantes en el torneo son Psycho Clown y Sam Adonis, Pagano y Rush El Toro Blanco, Pentagón Jr. y Alberto El Patrón, y Blue Demon Jr. y DMT Azul. El 27 de febrero se anunció que Pagano fue retirado del torneo debido a una lesión y sería reemplazado por un compañero misterioso. Durante una conferencia de prensa el 28 de marzo, se reveló que la nueva pareja de Rush es L. A. Park.
Durante una conferencia de prensa el 27 de febrero de 2023, AAA anunció que se llevaría a cabo una Steel Cage Match con 10 luchadores enmascarados en el evento Triplemanía XXXI: Monterrey. Los dos últimos luchadores que no escapen de la jaula competirán en una Lucha de Apuestas Máscara contra Máscara. Los participantes del combate fueron revelados como Laredo Kid, Antifaz del Norte, Octagón Jr., Villano III Jr., Argenis, Myzteziz Jr., Aero Star, La Parka Negra, Dralístico y Taurus. Durante una conferencia de prensa el 28 de marzo, se anunció que Dralístico sería reemplazado en el combate por Abismo Negro Jr..
El 18 de octubre de 2021 AAA anunció que Kenny Omega defendería su Megacampeonato de AAA contra El Hijo del Vikingo en Triplemanía Regia II. El 18 de noviembre, el Wrestling Observer Newsletter informó que Omega no participaría en el evento debido a que se sometió a múltiples cirugías. Los informes fueron confirmados por AAA el 22 de noviembre, con la promoción cancelando la defensa de Omega y dejando vacante el Megacampeonato. El combate de Triplemanía Regia fue cambiado a un combate a cinco bandas, donde Vikingo derrotó a Samuray Del Sol, Jay Lethal, Bobby Fish y Bandido para ganar el campeonato vacante. La lucha entre Vikingo y Omega ocurrió dos años después, en el episodio del 22 de marzo de 2023 de AEW Dynamite, donde Omega derrotó a Vikingo en una lucha no titular. Durante una conferencia de prensa de AAA el pasado 24 de abril se anunció una revancha por el Megacampeonato entre Vikingo y Omega para Triplemanía XXXI: Tijuana.

## Resultados

### Monterrey (16 de abril)
- Laredo Kid, Antifaz del Norte, Octagón Jr., Villano III Jr., Aero Star, La Parka Negra, Abismo Negro Jr. y Taurus derrotaron a Myzteziz Jr. y Argenis en un Steel Cage Match (15:06).[17][11]
  - Myzteziz Jr. y Argenis perdieron el combate tras ser los dos últimos en quedar en la jaula.
  - Como resultado, los dos fueron relegados al un combate Máscara contra Máscara más adelante en el evento.
- Vampiro (con Mr. Iguana) derrotó a Chessman (con La Hiedra) (10:56).[17][9]
  - Vampiro cubrió a Chessman después de un «Spear» sobre una tabla en la esquina.
- Team Regio (El Zorro, Flammer, Baby Extreme, El Hijo de L.A. Park y Toscano) vencieron al Team Chilango (Negro Casas, Dave the Clown, Arez, Niño Hamburguesa y Látigo) y ganaron la Triplemanía XXXI Copa Monterrey (15:14).[17][18]
- Pentagón Jr. y Alberto El Patrón derrotaron a Sam Adonis y Psycho Clown (con Jack Fancy) (13:32).[17][19]
- Myzteziz Jr. (con Dulce Canela y Sexy Star II) derrotó a Argenis (con La Hiedra y Maravilla) en una Lucha de Apuestas Máscara vs. Máscara  (9:54).[17][10]
- DMT Azul y Blue Demon Jr. derrotaron a Rush El Toro Blanco y L. A. Park (16:06).[17][20]
  - Demon jr. cubrió a Rush después de un «Low Blow» de Park.
- El Hijo del Vikingo derrotó a Komander, Rich Swann y Swerve Strickland y retuvo el Megacampeonato de AAA (22:17).[17][2]
  - Vikingo cubrió a Komander después de un «Cuerno del Vikingo».

### Tijuana (15 de julio)
- La Hiedra ganó la Copa Tijuana Triplemanía XXXI (26:55).[21]
  - La Hiedra ganó tras eliminar por última a Flammer.
  - Los demás participantes incluyeron: Willie Mack, Mr. Iguana, Jack Cartwheel, Myzteziz Jr., Puma King, Niño Hamburguesa, Dinámico, Gringo Loco, Laredo Kid, Taurus y Rey Misterio Heredero.
- Team México (Dalys, Sexy Star II y Lady Shani) derrotó a Team Resto del Mundo (Viva Van, Kamille y Natalia Markova) (12:19).[21]
- Vampiro, Jack Evans, y Aramis vs. Pagano y La Rebelión (Bestia 666 y The Mecha Wolf) (con Estrellita) terminaron sin resultado (14:02).[21]
- Team Baja (Damián 666, Rey Horus, Xtreme Tiger y Nicho el Millonario) (con Brandon Moreno) derrotó al Team Chilango (Negro Casas, Chessman, Argenis y Daga) (con Aczino) (9:29).[22]
- QT Marshall (con Aaron Solo) derrotó a Pentagón Jr. en un Ambulance Match (18:46).[21]
- La lucha entre Rush El Toro Blanco & L. A. Park y Sam Adonis & Psycho Clown terminó en empate (22:38).[21][23]
  - Rush El Toro Blanco y Adonis cubrieron a LA Park y Psycho Clown, respectivamente, al mismo tiempo, por lo que el combate terminó en empate.
- El Hijo del Vikingo (con Don Callis) derrotó a Kenny Omega y retuvo el Megacampeonato de AAA (18:52).[21][16]
  - Vikingo cubrió a Omega después de un «Cuerno del Vikingo».

### Ciudad de México (12 de agosto)
- Dark Match: Drago II y Jack Evans derrotaron a Abismo Negro Jr. y Belcegor.[24]
- Las Tóxicas (La Hiedra y Maravilla) y Chik Tormenta derrotaron a Lady Shani, Dalys y Sexy Star II.[24][25] (13:41)
- Laredo Kid ganó la Copa Bardahl TripleManía (29:59).[24][25]
  - Laredo Kid ganó eliminando por último a Komander.
  - El combate también incluyó a: Willie Mack, Dave the Clown, Pagano, Aramis, Mr. Iguana, Murder Clown, Arez, Octagón Jr., Myzteziz Jr. y Niño Hamburguesa.
- Flammer (con La Hiedra y Maravilla) derrotó a Taya (con Lady Shani) y ganó el Campeonato Reina de Reinas de AAA (9:42).[24][25]
- Negro Casas (con Aczino) derrotó a Nicho el Millonario (con Argenis) (13:12).[24][26]
- QT Marshall derrotó a Pentagón Jr., Dralístico y El Texano Jr. y ganó el vacante Campeonato Latinoamericano de AAA (17:43).[24][25]
  - Marshall cubrió a Pentagón con un «Roll-Up» después de quitarle la máscara y un «Low Blow».
- El Hijo del Vikingo derrotó a Jack Cartwheel, Mike Bailey y Daga y retuvo el Megacampeonato de AAA (16:06).[24][25]
  - Vikingo cubrió a Cartwheel después de un «Cuerno del Vikingo».
- Psycho Clown derrotó Sam Adonis, L. A. Park y Rush El Toro Blanco (con La Bestia del Ring, Dralístico, Preston Vance y José the Assistant) en una Lucha de Apuestas Máscara vs. Cabellera (20:17).[24][8]
  - Clown cubrió a Adonis después de un «Spanish Fly».
  - Como consecuencia, Adonis perdió la cabellera.

## Comentaristas
- Hugo Savinovich
- José Manuel Guillén